# Charlie Jenkins
Charles "Charlie" Lamont Jenkins, född 7 januari 1934 i New York, är en före detta amerikansk friidrottare.
Jenkins blev olympisk mästare på 400 meter vid olympiska sommarspelen 1956 i Melbourne.